# Volo controllato contro il suolo
La locuzione volo controllato contro il suolo, spesso indicata con la sigla CFIT, dall'inglese Controlled Flight Into Terrain, descrive un incidente aereo nel quale un aeromobile viene volontariamente fatto impattare col terreno, con il mare, sul dorso di una montagna oppure contro un qualsiasi ostacolo, mentre si trova sotto il controllo del pilota. Il termine è stato coniato dagli ingegneri Boeing alla fine degli anni settanta.
Esiste anche l'acronimo UFIT, dall'inglese Uncontrolled Flight Into Terrain, che si riferisce invece ad un incidente nel quale un aeromobile impatta col terreno mentre non è sotto il controllo dell'equipaggio, ad esempio per guasto meccanico o per cedimento strutturale.
Secondo la Boeing, il volo controllato contro il suolo «è una delle principali cause di incidenti aerei che comportano la perdita di vite umane. Ci sono stati oltre 9 000 morti a causa di questo fin dall'inizio dell'era dei jet commerciali» (il dato si riferisce al 1997).

## Cause
Secondo la Boeing, «ci sono molte ragioni per cui un aereo potrebbe schiantarsi al suolo, ovvero il maltempo, la navigazione imprecisa e un errore del pilota». In realtà, l'errore del pilota è la causa maggiore di questa tipologia di incidente, che può occorrere a qualsiasi livello di esperienza, anche ad aviatori con migliaia di ore di volo. Affaticamento, perdita di consapevolezza della situazione o disorientamento possono giocare un ruolo determinante.
Il volo controllato contro il suolo è considerato una forma di disorientamento spaziale, in quanto in genere presuppone che il pilota non percepisca correttamente la posizione e l'orientamento del velivolo rispetto al piano della superficie terrestre. Gli incidenti spesso comportano una collisione con ostacoli che dovrebbero essere normalmente visibili, come colline o montagne, e può verificarsi in condizioni di nubi o di visibilità ridotta. Spesso si verificano durante la discesa degli aeromobili nella fase di atterraggio nei pressi di un aeroporto.
Il volo controllato contro il suolo può essere associato anche al malfunzionamento di un singolo componente della strumentazione di bordo: se il malfunzionamento non viene rilevato dai piloti, esso può trarli in inganno inducendoli a condurre l'aereo in maniera impropria, nonostante le informazioni ricevute dalle apparecchiature che funzionano correttamente, o nonostante la visibilità che dovrebbe consentire loro di notare facilmente l'approssimarsi del suolo.

## Soluzioni
Normalmente le procedure di volo adeguate, il coordinamento dell'equipaggio e delle comunicazioni via radio e la sorveglianza da parte dei servizi di controllo del traffico aereo possono ridurre la probabilità di volo controllato contro il suolo. Al fine di ridurre il rischio di incidenti di questo tipo, produttori aeronautici e autorità di regolamentazione della sicurezza hanno sviluppato un'apparecchiatura chiamata TAWS (Terrain Awareness and Warning Systems - Sistema di vigilanza e allarme del terreno). La prima generazione di questi sistemi TAWS è nota come GPWS, che usa un radio altimetro per aiutare a calcolare la vicinanza al terreno. Questo sistema è stato ulteriormente migliorato con l'aggiunta di una base di dati che descrivono le caratteristiche del terreno, consultata tramite un GPS, ed è conosciuto come EGPWS. I piccoli aeromobili spesso utilizzano una banca dati GPS per la rappresentazione del terreno nelle vicinanze del velivolo, mostrandolo in varie colorazioni a seconda che sia più o meno vicino.
Le statistiche mostrano che gli aeromobili dotati dei più avanzati sistemi EGPWS utilizzati correttamente non hanno ancora subito incidenti di questo tipo (ci sono almeno tre incidenti CFIT di aerei con EGPWS/TAWS: il volo Garuda Indonesia 200 nel 2007, l'incidente di Mirosławiec nel 2008 e l'incidente dell'aereo presidenziale polacco nel 2010). A tutto il 2007, solamente il 5% delle linee aeree commerciali nel mondo non avevano ancora attrezzato i loro aerei con il TAWS.

## Principali incidenti
Elenco dei principali incidenti dovuti a CFIT.
| Volo                                         | Data              | Vittime/Superstiti | Commenti |
| -------------------------------------------- | ----------------- | ------------------ | --- |
| Volo TWA 3                                   | 16 gennaio 1942   | 22/0               | Carole Lombard, star cinematografica, fu una delle vittime. |
| Tragedia di Superga                          | 4 maggio 1949     | 31/0               | Tutta la squadra del Grande Torino perse la vita nella collisione con la collina di Superga, vicino a Torino. |
| Volo Pan Am 151                              | 21 giugno 1951    | 40/0               | |
| Volo Trans-Canada Air Lines 810              | 9 dicembre 1956   | 62/0               | |
| Volo Northeast Airlines 823                  | 1º febbraio 1957  | 20/81              | |
| Volo American Airlines 320                   | 3 febbraio 1959   | 65/8               | |
| The Day the Music Died                       | 3 febbraio 1959   | 4/0                | I cantanti Buddy Holly, Ritchie Valens e The Big Bopper morirono nello schianto del loro aereo. |
| Volo Alitalia 771                            | 7 luglio 1962     | 94/0               | L'aereo, in viaggio da Sydney verso Roma, si schiantò durante l'approccio all'aeroporto di Bombay. |
| Volo San Paolo - Curitiba                    | 3 novembre 1967   | 21/4               | Schiantato su una collina in fase di avvicinamento all'atterraggio. |
| Volo Iberia 062                              | 4 novembre 1967   | 37/0               | L'attrice inglese June Thorburn fu una delle vittime. |
| Volo TWA 128                                 | 20 novembre 1967  | 70/12              | |
| Volo South African Airways 228               | 20 aprile 1968    | 123/5              | Precipitato subito dopo il decollo. |
| Volo Southern Airways 932                    | 14 novembre 1970  | 75/0               | Precipitato vicino a Huntington (Virginia Occidentale). Tra le vittime, i 37 membri della squadra di Football americano della Marshall University. L'incidente è stato raccontato nel film del 2006 We Are Marshall. |
| Volo Alitalia 112                            | 5 maggio 1972     | 115/0              | L'aereo, in fase di atterraggio, si schianta contro il Monte Longa. |
| Disastro aereo delle Ande                    | 13 ottobre 1972   | 29/16              | L'incidente divenne il soggetto del film del 1993 Alive - Sopravvissuti. |
| Volo Eastern Air Lines 401                   | 29 dicembre 1972  | 101/75             | Mentre l'equipaggio cercava di risolvere un problema al carrello di atterraggio, l'aereo perse lentamente quota andandosi a schiantare nelle Everglades. Inizialmente ci furono 77 sopravvissuti. |
| Volo Delta Air Lines 723                     | 31 luglio 1973    | 89/0               | |
| Volo TWA 514                                 | 1º dicembre 1974  | 92/0               | |
| Volo Alitalia 4128                           | 23 dicembre 1978  | 108/21             | |
| Volo Air New Zealand 901                     | 28 novembre 1979  | 257/0              | L'aereo si è schiantato contro il Monte Erebus, in Antartide, a causa di un errore nella trascrizione delle coordinate nel piano di volo. |
| Volo Dan-Air 1008                            | 25 aprile 1980    | 146/0              | L'aereo si è schiantato contro un'altura nei pressi dell'aeroporto di Tenerife per l'erroneo volo del circuito di attesa. |
| Volo Inex-Adria Aviopromet 1308              | 1º dicembre 1981  | 180/0              | L'aereo si è schiantato contro una montagna poco prima di cominciare la manovra di atterraggio all'aeroporto di Ajaccio, in Corsica. |
| Volo Avianca 011                             | 27 novembre 1983  | 181/11             | L'aereo si è schiantato contro un'altura nei pressi dell'aeroporto di Madrid per un'errata manovra dei piloti. |
| Volo Eastern Air Lines 980                   | 1º gennaio 1985   | 29/0               | L'aereo si è schiantato contro il monte Illimani in Bolivia. |
| Incidente del volo presidenziale mozambicano | 19 ottobre 1986   | 34/10              | Il presidente del Mozambico Samora Machel perse la vita nello schianto avvenuto durante la preparazione all'atterraggio all'aeroporto di Maputo. |
| Volo Avianca 410                             | 17 marzo 1988     | 143/0              | |
| Volo Indian Airlines 113                     | 19 ottobre 1988   | 130/5              | L'aereo, a causa della scarsa visibilità, ha urtato un traliccio dell'alta tensione durante l'approccio all'aeroporto di Ahmedabad, in India. |
| Volo Independent Air 1851                    | 8 febbraio 1989   | 144/0              | L'aereo, decollato dall'aeroporto di Bergamo-Orio al Serio e diretto in Repubblica Dominicana, si è schiantato contro Pico Alto durante l'approccio all'aeroporto di Santa María, nelle Azzorre. |
| Volo Surinam Airways PY764                   | 7 giugno 1989     | 176/11             | |
| Volo Indian Airlines 605                     | 14 febbraio 1990  | 92/54              | |
| Volo Air Inter 148                           | 20 gennaio 1992   | 87/9               | L'aereo si è schiantato sui Monti Vosgi durante l'approccio all'aeroporto di Strasburgo-Entzheim, a causa di un errore dei piloti e della mancata installazione del GPWS. |
| Volo Thai Airways International 311          | 31 luglio 1992    | 113/0              | |
| Volo Pakistan International Airlines 268     | 28 settembre 1992 | 167/0              | |
| Volo SAM Colombia 505                        | 19 maggio 1993    | 132/0              | |
| Volo Asiana Airlines 733                     | 26 luglio 1993    | 66/38              | L'aereo si è schiantato contro una montagna a causa delle pessime condizioni meteo. |
| Volo American Airlines 1572                  | 12 novembre 1995  | 0/78               | L'aereo ha impattato gli alberi poco prima della testata della pista 15 dell'aeroporto Internazionale di Bradley, Connecticut. |
| Volo American Airlines 965                   | 20 dicembre 1995  | 159/4              | L'aereo si è schiantato sulle montagne nei pressi di Guadalajara de Buga, Colombia, a causa degli errori commessi dai piloti e di un guasto del radar dell'aeroporto di Cali-Alfonso Bonilla Aragón. |
| Disastro dell'aereo USAF CT-43               | 3 aprile 1996     | 35/0               | L'aereo militare si è schiantato contro una montagna in Croazia. Una delle vittime era il Segretario al Commercio degli Stati Uniti d'America Ron Brown. |
| Volo Vnukovo 2801                            | 29 agosto 1996    | 141/0              | L'aereo si è schiantato durante l'approccio all'aeroporto di Longyearbyen, nelle isole Svalbard. L'aeroporto è sprovvisto di assistenze strumentali al volo. |
| Volo Aeroperú 603                            | 2 ottobre 1996    | 70/0               | L'aereo ha impattato con l'acqua dell'Oceano Pacifico poco dopo il decollo dall'Aeroporto Internazionale Jorge Chávez di Lima, a causa di un malfunzionamento della strumentazione di bordo causato da un errore di manutenzione (la mancata rimozione del nastro adesivo usato per coprire i sensori durante la verniciatura). |
| Volo Korean Air 801                          | 6 agosto 1997     | 228/26             | |
| Volo Garuda Indonesia 152                    | 26 settembre 1997 | 234/0              | Il più grave incidente della storia dell'aviazione indonesiana. |
| Volo Crossair 3597                           | 24 novembre 2001  | 24/9               | Volo da Berlino a Zurigo, precipitato durante l'approccio all'aeroporto. Tra le vittime c'erano alcuni membri della band Passion Fruit e Melanie Thornton. |
| Volo Air China 129                           | 15 aprile 2002    | 129/37             | |
| Volo Kam Air 904                             | 3 febbraio 2005   | 104/0              | Il più grave incidente della storia dell'aviazione afgana. |
| Volo Armavia 967                             | 3 maggio 2006     | 113/0              | |
| Morte di Steve Fossett                       | 3 settembre 2007  | 1/0                | |
| Volo Atlasjet 4203                           | 30 novembre 2007  | 57/0               | |
| Incidente dell'aereo presidenziale polacco   | 10 aprile 2010    | 96/0               | Nell'incidente hanno perso la vita il Presidente della Repubblica Lech Kaczyński e diversi membri del Parlamento. |
| Volo Airblue 202                             | 28 luglio 2010    | 152/0              | |
| Volo First Air 6560                          | 20 agosto 2011    | 12/3               | |
| Volo RusAir 9605                             | 21 giugno 2011    | 47/5               | |
| Disastro del monte Salak                     | 9 maggio 2012     | 45/0               | |
| Volo Nepal Airlines 183                      | 18 febbraio 2014  | 18/0               | |